# Calamosca

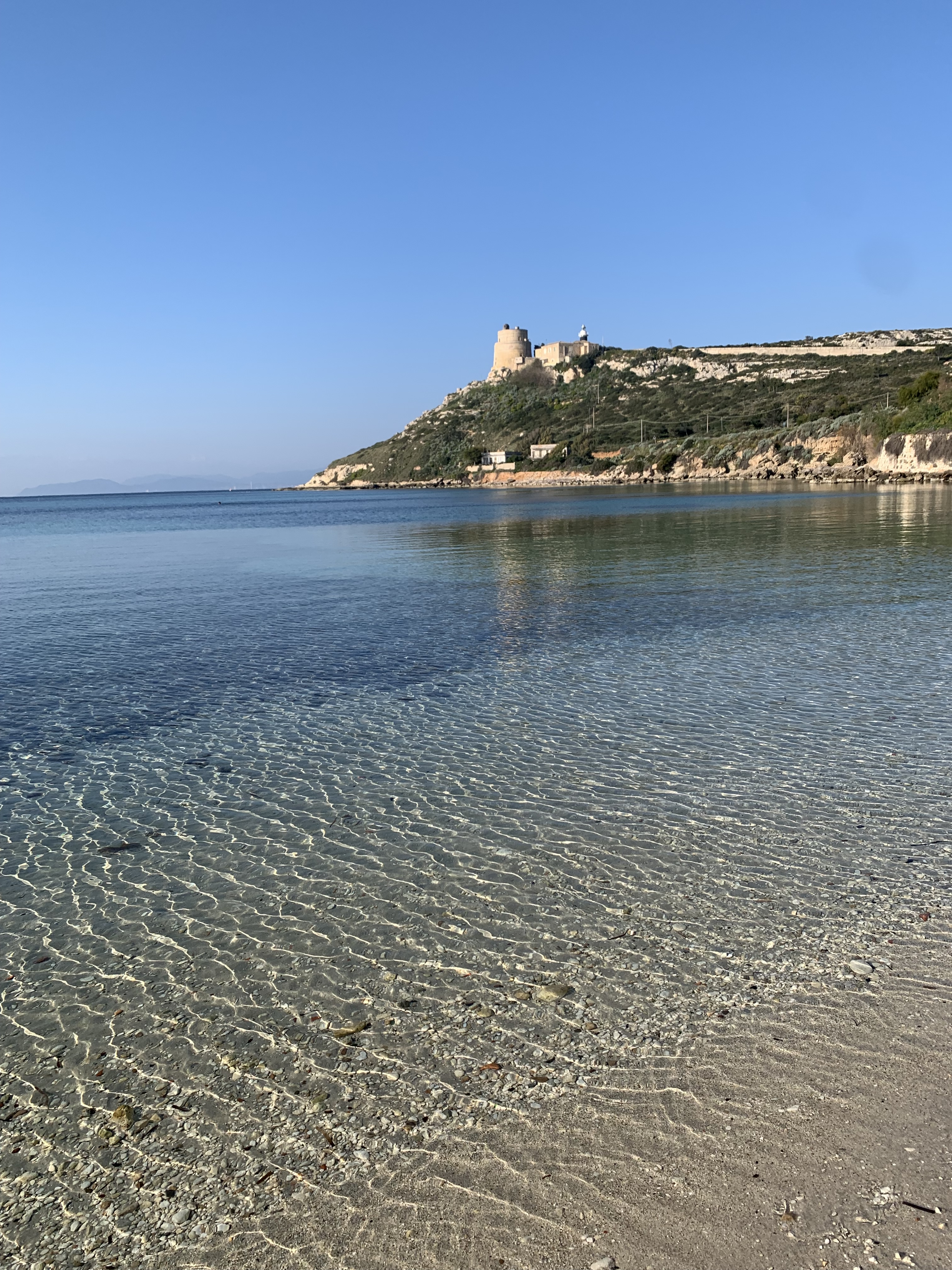
Vista della spiaggia e della torre di Calamosca

Calamosca è una spiaggia del comune di Cagliari, situata a circa 4 km di distanza dal centro cittadino. La spiaggia è collocata nel mezzo di una piccola insenatura delimitata da una scogliera a ovest e dal colle di Sant'Elia a est. 
Nelle vicinanze sorge l'omonima torre di Calamosca, edificata dagli spagnoli nel XVII secolo come parte del sistema difensivo anti-barbaresco del golfo di Cagliari. Alla fine del XVIII secolo vi fu l'attacco dei francesi nell'ambito della spedizione francese in Sardegna.